# Pedro Álvares Cabral
 Der er for få eller ingen kildehenvisninger i denne artikel, hvilket er et problem. Du kan hjælpe ved at angive troværdige kilder til de påstande, som fremføres i artiklen.

Pedro Álvares Cabral (født ca. 1467, død ca. 1520) var en portugisisk opdagelsesrejsende. Han var den første europæer der gik i land i nutidens Brasilien.
Det menes, at han blev født i Belmonte i provinsen Beira Baixa i Portugal.
Den 9. marts 1500 forlod han Portugal med en flåde på 13 skibe og et mandskab på 1500 for at sejle samme rute som Vasco da Gama til Indien. På vejen til Kap det gode håb lagde han kursen længere mod sydvest end da Gama gjorde. 1. Påskedag 22. april i år 1500 steg et bjerg op i horisonten, som han kaldte "Monte Pascoal" (fra det portugisiske Páscoa, påske). Cabral styrede mod bjerget, og dagen efter kunne han gå i land og etablere en havn til sine skibe i Porto Seguro. Da han troede han havde opdaget en ø, kaldte han det nye land for "Det sande kors' ø" (Ilha da Vera Cruz) og erklærede det for portugisisk område. 
Cabral sendte et af skibene tilbage til Portugal for at fortælle om fundet, mens resten af skibene fortsatte ekspeditionen sydøstover den 3. maj. Ved Kap det gode håb kom ekspeditionen ud i en storm, noget som førte til at 4 skibe forliste. På den videre rejse opdagede et af skibene, som var blevet skilt fra de andre i dårligt vejr, en ø som senere blev kendt under navnet Madagaskar.
Cabral fortsatte til Indien for at handle med peber og andre krydderier, og etablerede en handelsstation i Cochin. Bare fire af de oprindelige 13 skibe returnerede til Portugal i 1501.
Cabral blev gravlagt i et kloster i Santarém i Portugal i 1520. 